# Dill bis Herborn-Burg mit Zuflüssen
Dill bis Herborn-Burg mit Zuflüssen este o arie protejată (arie specială de conservare — SAC, sit de importanță comunitară — SCI) din Germania întinsă pe o suprafață de 93,97 ha, integral pe uscat.

## Localizare
Centrul sitului Dill bis Herborn-Burg mit Zuflüssen este situat la coordonatele 50°41′20″N 8°15′39″E / 50.6889°N 8.2608°E.

## Înființare
Situl Dill bis Herborn-Burg mit Zuflüssen a fost declarat sit de importanță comunitară în iunie 2000 pentru a proteja un număr necunoscut de specii din flora spontană și fauna sălbatică aflate în arealul zonei. Situl a fost protejat și ca arie specială de conservare în martie 2008.

## Biodiversitate
Situată în ecoregiunea continentală, aria protejată conține 6 habitate naturale: Cursuri de apă de la nivel de câmpie la nivel montan, cu vegetație Ranunculion fluitantis și Callitricho-Batrachion, Liziere de ierburi înalte hidrofile de câmpie și de nivel montan până la alpin, Fânețe de joasă altitudine (Alopecurus pratensis, Sanguisorba officinalis), Păduri de fag Luzulo-Fagetum, Păduri de fag Asperulo-Fagetum, Păduri aluvionare cu Alnus glutinosa și Fraxinus excelsior (Alno-Padion, Alnion incanae, Salicion albae).
La baza desemnării sitului se află un număr nedeclarat de specii protejate.
Pe lângă speciile protejate, pe teritoriul sitului au mai fost identificate 1 specie de nevertebrate.